# Моллимауки
Моллимауки (лат. Thalassarche) — род морских птиц, относящийся к семейству альбатросовых (Diomedeidae). Представители рода распространены исключительно в южном полушарии. Род долго считался частью рода альбатросов (Diomedea), однако исследования их митохондриальной ДНК показало, что они являются монофилетической группой, родственной с дымчатыми альбатросами (Phoebetria), в результате эта группа была выделена в отдельный род.

## Виды
Международный союз орнитологов относит к роду 9 видов:
- - Thalassarche chlororhynchos (Gmelin, 1789) — Желтоклювый альбатрос
  - Thalassarche carteri (Rothschild, 1903)
  - Thalassarche chrysostoma (Forster, 1785) — Сероголовый альбатрос
  - Thalassarche bulleri (Rothschild, 1893) — Альбатрос Буллера
  - Thalassarche cauta (Gould, 1841) — Белошапочный альбатрос
  - Thalassarche salvini (Rothschild, 1893)
  - Thalassarche eremita Murphy, 1930
  - Thalassarche melanophris (Temminck, 1828) — Чернобровый альбатрос
  - Thalassarche impavida Mathews, 1912